# 술래잡기 (만화)
《술래잡기》(鬼ごっこ)는 쿠로마사 시세이의 전기 만화 작품이다. 총 4권.
현재 대한민국에는 네이트 등에서 숨바꼭질이라는 제목으로 25화까지 온라인 연재 서비스 중이다. 정식 한국어판 단행본은 아직 미발행.

## 작품 개요
2006년 3월,〈월간 Comic REX〉3월호부터 연재개시하여 2009년 5월 발매된 코믹 REX 5월호에 수록된 최종화를 끝으로 연재가 종료되었다.
요리코는 학교에서 양호 선생의 행세를 하고 있던 악마의 부하에게 노려진다. 막다른 지경에 몰린 상황에서 구해준 것은 클래스메이트였던 키린이었다. 키린은 오빠인 코류우와 함께 악마의 부하를 쓰러트리고 자신의 정체를 귀신이라고 밝혔다. 사실 요리코는 그 전날 밤에도 목숨이 노려져 절명에 처해있었을 때 누군가(다음 날 사건 뒤 키린임이 밝혀짐)에게 구해진 상황이었다. 이 사건을 기점으로 요리코를 둘러싼 상황은 급속히 변해가는데...

## 등장인물
요리코(頼子)
〈계승자〉로서의 힘을 가진 소녀. 그 힘 때문에 악마에게 노려진다. 어른스러운 성격에 가슴이 크다.
키린(綺燐)
귀신의 소녀로 클래스메이트. 코류우의 여동생. 요괴조합에 소속되어있고 조합에서의 의뢰로 악마 또는 그 부하를 처치하는 일을 맡고 있다.
코류우(虚颯)
귀신의 소년으로 클래스메이트. 키린의 오빠로 과묵하다. 요괴조합에 소속되어있다.
리오(理緒)
요리코의 클래스메이트로 친구. 요리코와 마주칠 때마다 성희롱을 해댄다.
사토(サト)
요리코의 클래스메이트로 친구.
에프(F, エフ)
악마의 부하. 학교의 보건의로 변신해 요리코를 습격했지만 키린에게 죽임을 당한다.

## 용어 설명
계승자(継ぐ者)
인간이 아직 야오요로즈의 신들 이었던 때의 힘을 가진 인간. 악마에게 그 힘이 노려지고 있다.
악마(悪魔)
〈데몬〉,〈데빌〉로 불리는 존재. 일본에 진출하여 있고 일본의 요괴와는 대립하고 있다.
요괴조합(妖怪組合)
일본의 요괴에 의한 조합. 키린과 코류우가 소속되어 있는 조직.
아귀(餓鬼)
요괴의 사역마같은 존재. 전투의 뒷처리를 하거나, 기억의 조작을 담당하거나 한다.

## 코믹스
원판 기준이며 한국어판은 현재 판매하지 않고 있다.
1. ISBN 4758060312
2. ISBN 4758060495
3. ISBN 9784758060943
4. ISBN 9784758061551

## 같이 보기
- 요괴
- 귀신
- 악마